# Hermine Reuss de Greiz
Titre
Épouse du prétendant au trône royal de Prusse et au trône impérial allemand
9 novembre 1922 – 4 juin 1941
(18 ans, 6 mois et 26 jours)
Hermine Reuss zu Greiz (en allemand : Hermine Reuß zu Greiz), princesse Reuss zu Greiz et, par ses mariages, princesse de Schönaich-Carolath puis impératrice titulaire d'Allemagne et reine titulaire de Prusse, est née le 17 décembre 1887, à Greiz, et est décédée le 7 août 1947 à Francfort-sur-l'Oder. Membre de la branche aînée de la Maison Reuss, elle est la deuxième épouse du Kaiser Guillaume II d’Allemagne.

## Biographie

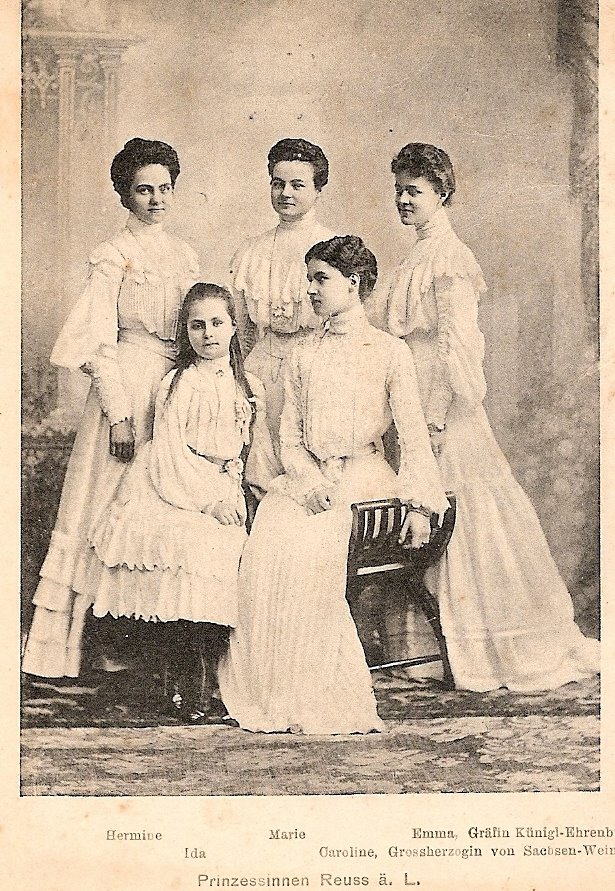
Hermine (à gauche) et ses sœurs en 1903.

La princesse Hermine est l’avant-dernière fille du prince Henri XXII de Reuss-Greiz (1846-1902), implacable opposant au chancelier Otto von Bismarck, et de son épouse la princesse Ida de Schaumbourg-Lippe (1852-1891). Elle passe son enfance dans la principauté de Reuss, dans l’actuelle Thuringe. À la mort de sa mère, elle est élevée à la cour de la princesse Louise de Prusse et de son époux le grand-duc Frédéric Ier de Bade.
Le 7 janvier 1907, elle épouse à Greiz le prince Jean-Georges de Schönaich-Carolath (1873-1920). De ce mariage naissent cinq enfants :
- Hans-Georges de Schönaich-Carolath (1907-1943), qui épouse la baronne Sibylle de Zedlitz et Leipe ;
- Georges-Guillaume de Schönaich-Carolath (1909-1927) ;
- Hermine de Schönaich-Carolath (1910-1959), qui épouse Hugo Herbert Hartung ;
- Ferdinand de Schönaich-Carolath (1913-1973), qui épouse Rose Rauch avant de se remarier à la baronne Marguerite de Seckendorff ;
- Henriette de Schönaich-Carolath (1918-1972), qui épouse le prince Charles-François de Prusse (1916-1979). Ce sont les grands-parents du grand-duc Georges Mikhaïlovitch de Russie (1981).

En janvier 1922, l’un des fils de la princesse envoie une carte d’anniversaire à l’empereur détrôné Guillaume II d’Allemagne et celui-ci décide d’inviter le petit garçon et sa mère à Doorn, où il a trouvé refuge en 1918. Veuf depuis avril 1921, Guillaume II trouve Hermine très attirante et apprécie grandement la compagnie de la jeune femme. De son côté, Hermine nourrit une grande admiration pour le souverain déposé.
Dès le début de l’année 1922, Guillaume II prend la décision d’épouser Hermine, malgré l’opposition des monarchistes allemands et de sa propre famille. La cérémonie se déroule le 9 novembre à Doorn et Hermine s’installe pour plusieurs années aux Pays-Bas.

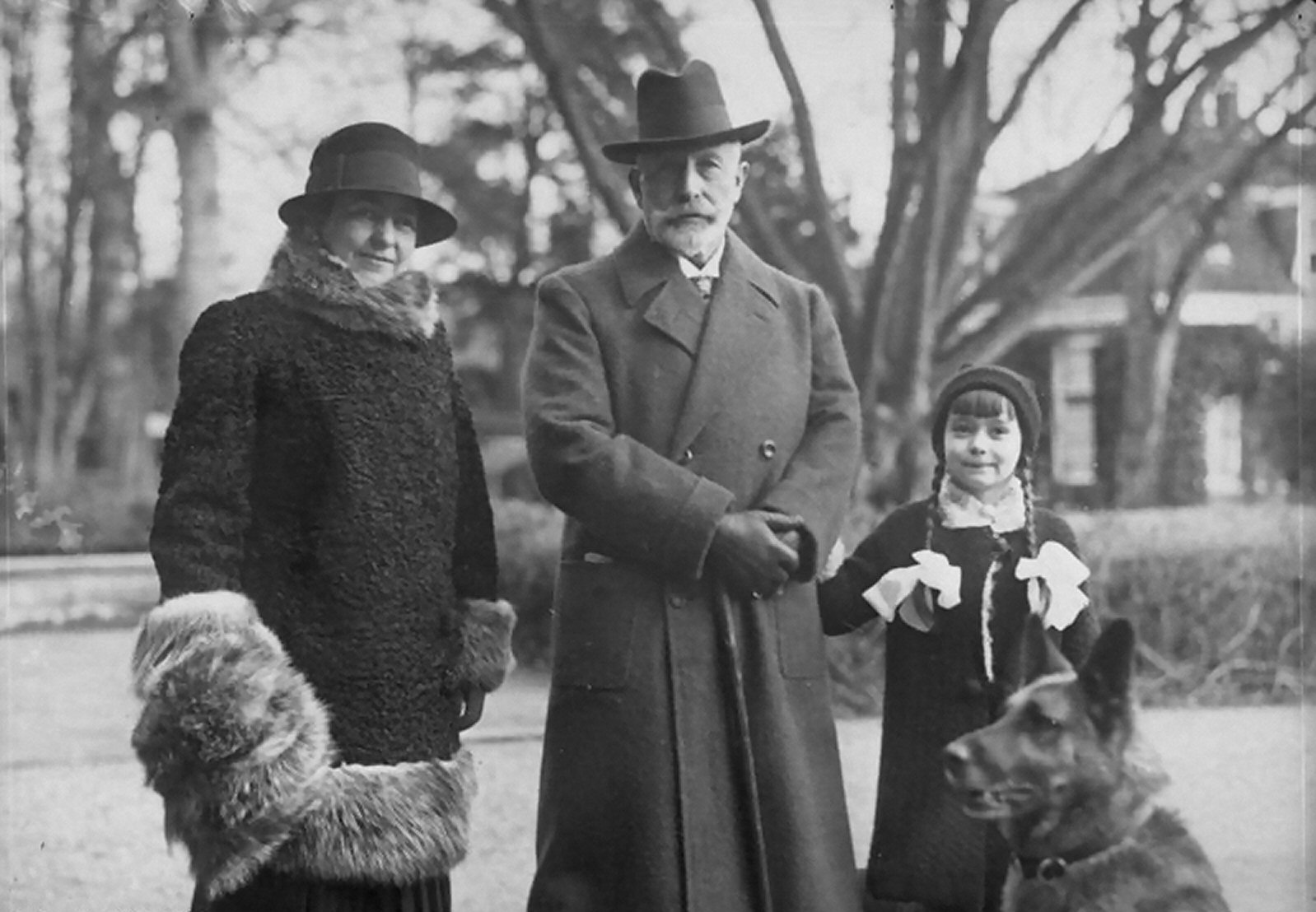
La princesse Hermine avec son deuxième époux, le Kaiser Guillaume II, et sa dernière fille, Henriette, en mars 1931.

Malgré la grande différence d’âge entre les deux époux, le mariage est heureux et Hermine reste aux côtés du Kaiser jusqu’à sa mort en 1941. Elle parvient d’ailleurs si bien à se rapprocher des Hohenzollern qu’elle unit sa plus jeune fille, Henriette, à l’un des petits-fils du Kaiser, le prince Charles-François de Prusse (fils de Joachim de Prusse). Le capitaine Sigurd von Ilsemann, chef de la garde personnelle de Guillaume II, sert d'aide de camp au couple.
Toutefois, le médecin de Guillaume, Alfred Haehner, estime qu'Hermine n'a épousé l'ancien kaiser que dans l'espoir de devenir impératrice, et observe qu'elle devient de plus en plus amère à mesure qu'elle comprend que ce ne sera jamais le cas. Peu de temps avant le premier anniversaire de mariage du couple, Haehner rapporte qu'Hermine lui décrit à quel point « Guillaume s'était comporté de manière inconsidérée envers elle » et comment le visage de Guillaume montre selon lui « une forte aversion » pour sa femme.
En 1927, Hermine écrit, avec l'aide de George Sylvester Viereck, son autobiographie, intitulée Une impératrice en exil : Ma vie à Doorm. Elle s'occupe de la gestion du domaine de Huis Doorn, et en créant sa propre organisation de secours, elle reste en contact avec les cercles monarchistes et nationalistes de la République de Weimar. Hermine partage également l'antisémitisme de son mari.
Après la mort de Guillaume II, en 1941, elle retourne au château de Saabor en Basse-Silésie, sur les terres de son premier mari. En 1945, à la fin de la guerre, fuyant l’Armée rouge, elle rejoint sa sœur à Roßla, dans le Harz. Arrêtée par les forces d’occupation soviétiques, elle vit à Francfort-sur-l’Oder sous surveillance militaire, logée avec une famille ukrainienne dans un camp de personnes déplacées. La première nouvelle à son sujet après la fin de la guerre est qu’elle a été agressée et volée dans ce camp. Son certificat de décès indique qu’elle est morte à Francfort-sur-l’Oder en 1947 d’une maladie de cœur. Elle est inhumée dans le temple antique du parc du palais de Sanssouci à Potsdam, où repose déjà la première femme de l’empereur et non, comme elle le désirait, aux côtés de Guillaume II dans un sarcophage dans son mausolée de Doorn.

### Œuvres de la princesse
- (en) Empress Hermine, An Empress in Exile: My Days in Doorn, Kessinger Publishing, 2007  (ISBN 1432557157) (réédition de l’ouvrage de 1928).
- (de) Hermine Prinzessin von Preußen, Der Kaiser und ich: Mein Leben mit Kaiser Wilhelm II. im Exil, MatrixMedia, 2008  (ISBN 3932313267)

### Biographie
- (de) Friedhild den Toom et Sven Michael Klein, Hermine - die zweite Gemahlin von Wilhelm II Hrsg. Verein für Greizer Geschichte e.V., Greiz, 2007.